# لانگوارین، ویکتوریا
لانگوارین (به انگلیسی: Langwarrin) یک منطقهٔ مسکونی در استرالیا است که در ویکتوریا (استرالیا) واقع شده‌است.